# El Bosque (Cadix)
Pour les articles homonymes, voir El Bosque.
El Bosque est une ville d’Espagne, dans la province de Cadix, communauté autonome d’Andalousie.

## Géographie

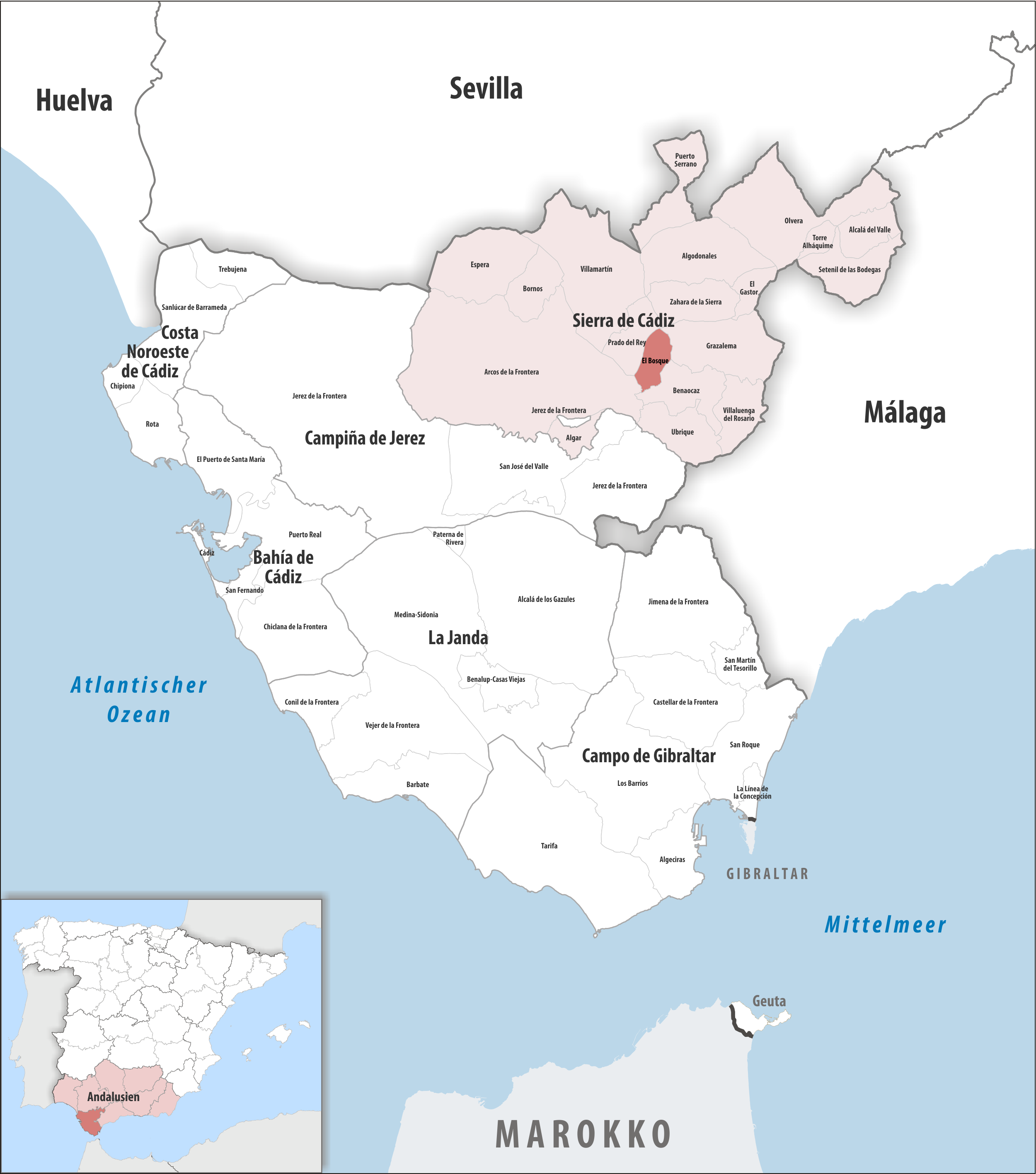
El Bosque dans la province de Cadix / en Andalousie

### Localisation
La commune d'El Bosque est au centre de la comarque de Sierra de Cadix, dans le nord-est de province de Cadix.
Malaga est à 157 km à l'est (avec un assez grand détour par le nord-est qui évite les petites routes de montagne passant entre les sommets du parc national de la Sierra de las Nieves) ; 
Gibraltar à 114 km au sud-est ; 
Jerez de la Frontera à 63 km à l'ouest-sud-ouest ;
Cadix à 92 km au sud-ouest.
La partie nord-est de la commune est dans le parc naturel de la Sierra de Grazalema : la limite du parc contourne le village, qui en est exclu. Et une partie du sud-ouest de la commune est dans le parc naturel Los Alcornocales (es) ; la pointe sud de la commune inclut une petite partie du réservoir de Los Hurones (es), qui est inclus dans le parc.